# Ciżmówka drobnołuskowa

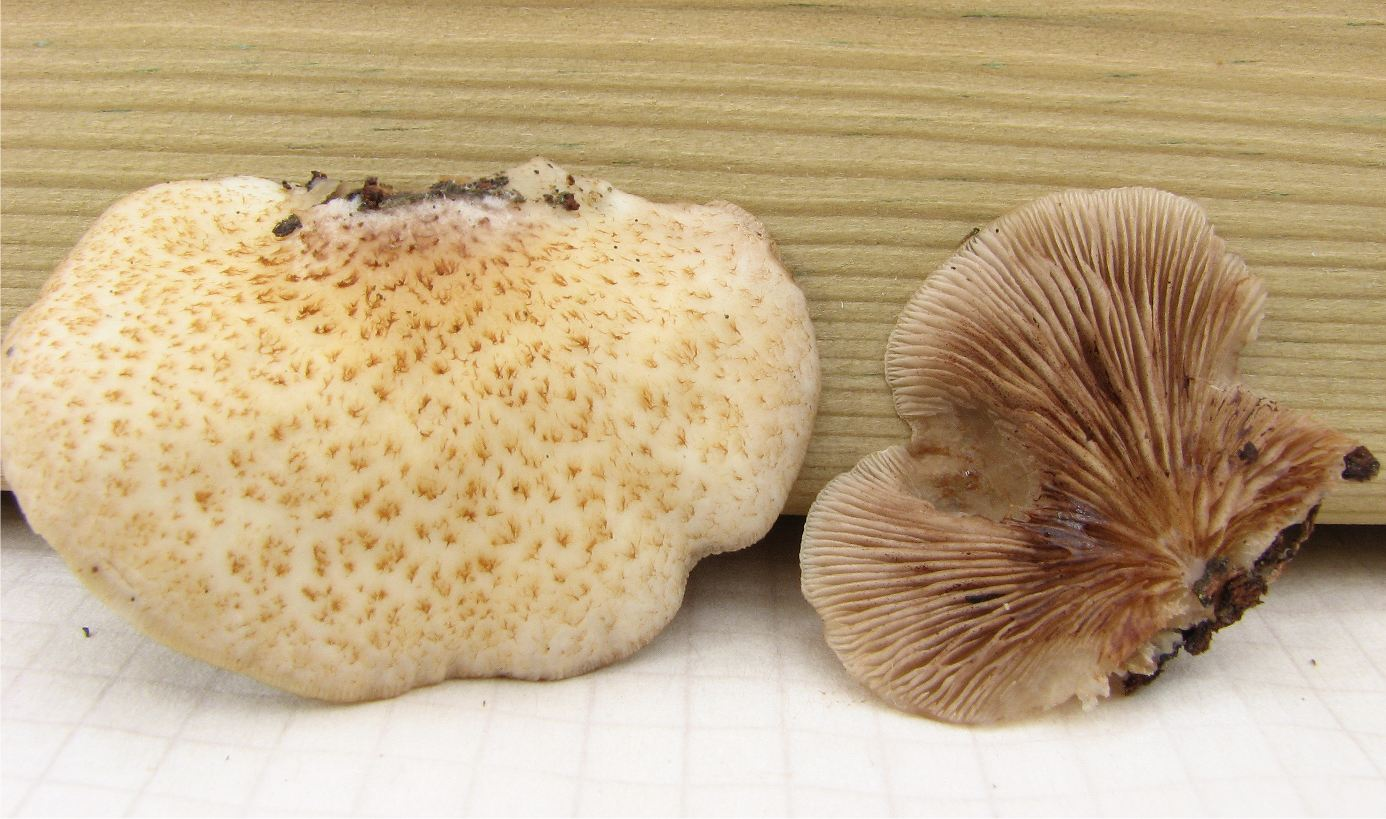

Ciżmówka drobnołuskowa (Crepidotus calolepis (Fr.) P. Karst.) – gatunek grzybów należący do rodziny ciżmówkowatych (Crepidotaceae).

## Systematyka i nazewnictwo
Pozycja w klasyfikacji według Index Fungorum: Crepidotus, Crepidotaceae, Agaricales, Agaricomycetidae, Agaricomycetes, Agaricomycotina, Basidiomycota, Fungi.
Po raz pierwszy takson ten zdiagnozował w 1873 r. Elias Fries, nadając mu nazwę Agaricus calolepis. Obecną nazwę nadał mu w 1857 r. Petter Adolf Karsten, przenosząc go do rodzaju Crepidotus.
Ma 17 synonimów. Są nimi m.in.:
- Crepidotus calolepis subsp. polycystis Singer 1973
- Crepidotus calolepis var. tigrensis (Speg.) Blanco-Dios 2018
- Crepidotus mollis subsp. calolepis (Fr.) Nordstein 1990
- Crepidotus tigrensis var. valdiviensis Singer 1965.

Nazwa polska została zarekomendowana przez Komisję ds. Polskiego Nazewnictwa Grzybów Polskiego Towarzystwa Mykologicznego w 2025 r.

## Morfologia
Owocnik
Kapelusz o średnicy 1,6–5,5(10) cm, półkulisty, nerkowaty lub kulisty, za młodu dzwonkowaty, potem wypukły. Do podłoża przyrasta bokiem. Brzeg początkowo wyraźnie podwinięty, potem prosty. Powierzchnia żółtawa, początkowo włóknisto-łuskowata, potem pokryta ochrowymi kępkami łusek. Blaszki w liczbie 14–18, l=2-3, dość gęste, o szerokości do 3 mm, łukowate z wąskimi przydatkami, kremowe, jasnożółte, jasnoochrowe do cynamonowych, o krawędziach początkowo drobno strzępiastych, białawych, później równych. Miąższ poniżej przyczepu dość gruby, elastyczny, kremowy, galaretowaty, o smaku łagodnym, bez zapachu. Pod skórką występuje cienka, żelatynowa warstewka.
Cechy mikroskopowe
Zarodniki 7,5–10 × 5–7 µm, Q = 1,3–1,7, średnia objętość 173 µm³, elipsoidalne, w widoku z boku równoboczne do migdałowatych, gładkie, silnie wybarwione, o ścianach umiarkowanej grubości. Podstawki 22–37 × 6–10 µm, 4-zarodnikowe, rzadko 2-zarodnikowe, ze sprzążkami u podstawy. Cheilocystydy (26–)32–52(–76) × 5–8 μm, wąskie, nieregularne, kiełbaskowate, rzadko maczugowate i septowane, szkliste, wyrastające z hymenium i subhymenium. Skórka kapelusza zbudowana z promieniście ułożonych strzępek o szerokości 3–5 μm. Pasma łusek na kapeluszu utworzone przez pakiety strzępek o szerokości 6–14 μm, zbudowane z krótkich komórek z brązowym pigmentem. Czasami w górnych warstwach kapelusza występują strzępki oleiste. W strzępkach brak sprzążek.
Gatunki podobne
Ciżmówka miękka (Crepidotus mollis) odróżnia się brakiem pasm łusek na kapeluszu.

## Występowanie i siedlisko
Występuje w Ameryce Północnej, Europie i Azji, podano stanowiska także w Brazylii. W Ameryce Północnej jest to gatunek pospolity. Brak go w opracowanym w 2003 r. przez Władysława Wojewodę wykazie wielkoowocnikowych grzybów podstawkowych Polski, ale w późniejszych latach jego stanowiska podaje internetowy atlas grzybów. Znajduje się w nim na liście gatunków zagrożonych i wartych objęcia ochroną
Nadrzewny grzyb saprotroficzny. Rośnie na leżących na ziemi i butwiejących kłodach i gałęziach drzew liściastych, głównie na topolach.